# Isometopinae
Isometopinae – podrodzina pluskwiaków różnoskrzydłych z rodziny tasznikowatych (Miridae) licząca około 30 rodzajów. 

## Budowa ciała
Pluskwiaki te są drobne i osiągają od 1,8 do 4 mm (wyjątkowo prawie 7 mm w przypadku Gigantometopus) długości ciała o kształcie eliptycznym i częstokroć grzbietobrzusznie spłaszczonym. Należące tu tasznikowate wyróżniają się m.in. występowaniem obok oczu także przyoczek oraz zmodyfikowanym kształtem głowy. Głowa jest u nich z przodu spłaszczona i pionowo wydłużona oraz posiada wyjątkowo duże oczy.

## Występowanie
Zdecydowana większość zamieszkuje rejony tropikalne i subtropikalne. W Europie tylko dwa gatunki, z czego pierwszy występuje w Polsce:
Plemię: Isometopini
- Rodzaj: Isometopus
  - Isometopus intrusus

Plemię: Myiommini
- Rodzaj: Myiomma
  - Myiomma fieberi – wykazany z Francji i północnej Afryki